# Papirs herculans

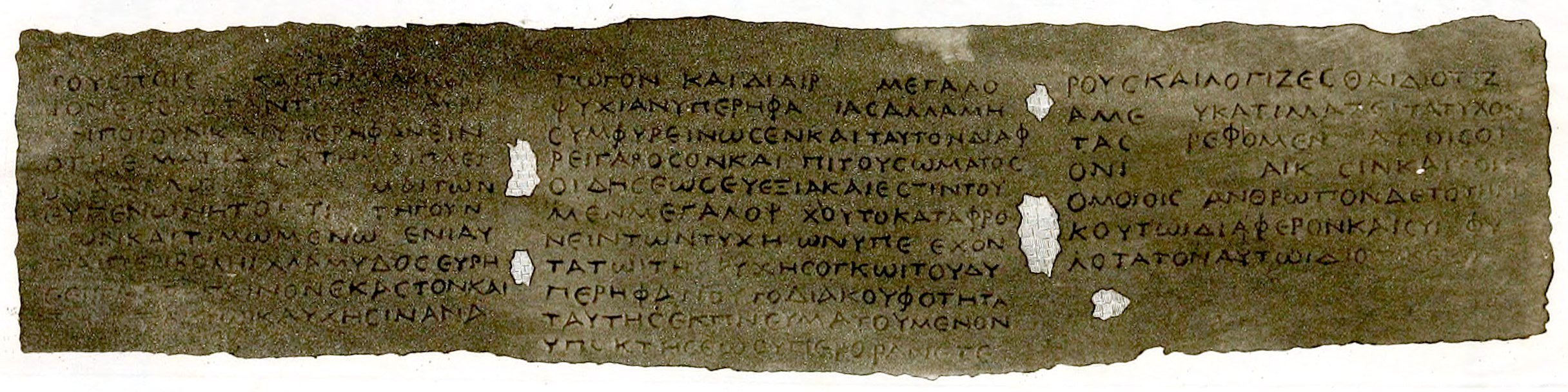
Paper carbonitzat trobat amb altres imatges en un llibre publicat per Giacomo Castrucci el 1858

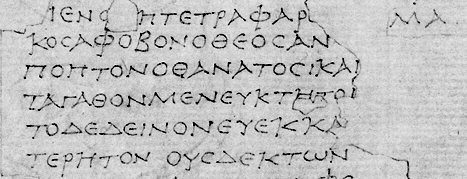
Papir que mostra el tetrafàrmac epicuri en Adversus sophistas de Filodem (Papir herculà 1005, columna 5)

Els papirs d'Herculà o papirs herculans són més de 1.800 papirs trobats en les ruïnes de la vila de Herculà, a la península Itàlica.
En el segle XVIII, a la Vil·la dels Papirs, una mansió propietat de Luci Calpurni Pisó Cesoní (101-43 abans de la nostra era), sogre de Juli Cèsar, que estava situada al nord-oest d'Herculà, una de les ciutats més florents d'Itàlia, situada a la costa entre Nàpols i Pompeia, sota els vessants del Vesuvi, es van trobar centenars de papirs que havien sobreviscut a l'erupció del volcà l'any 79, després que una densa capa de fang i lava cobrís la ciutat per complet.

## Etimologia

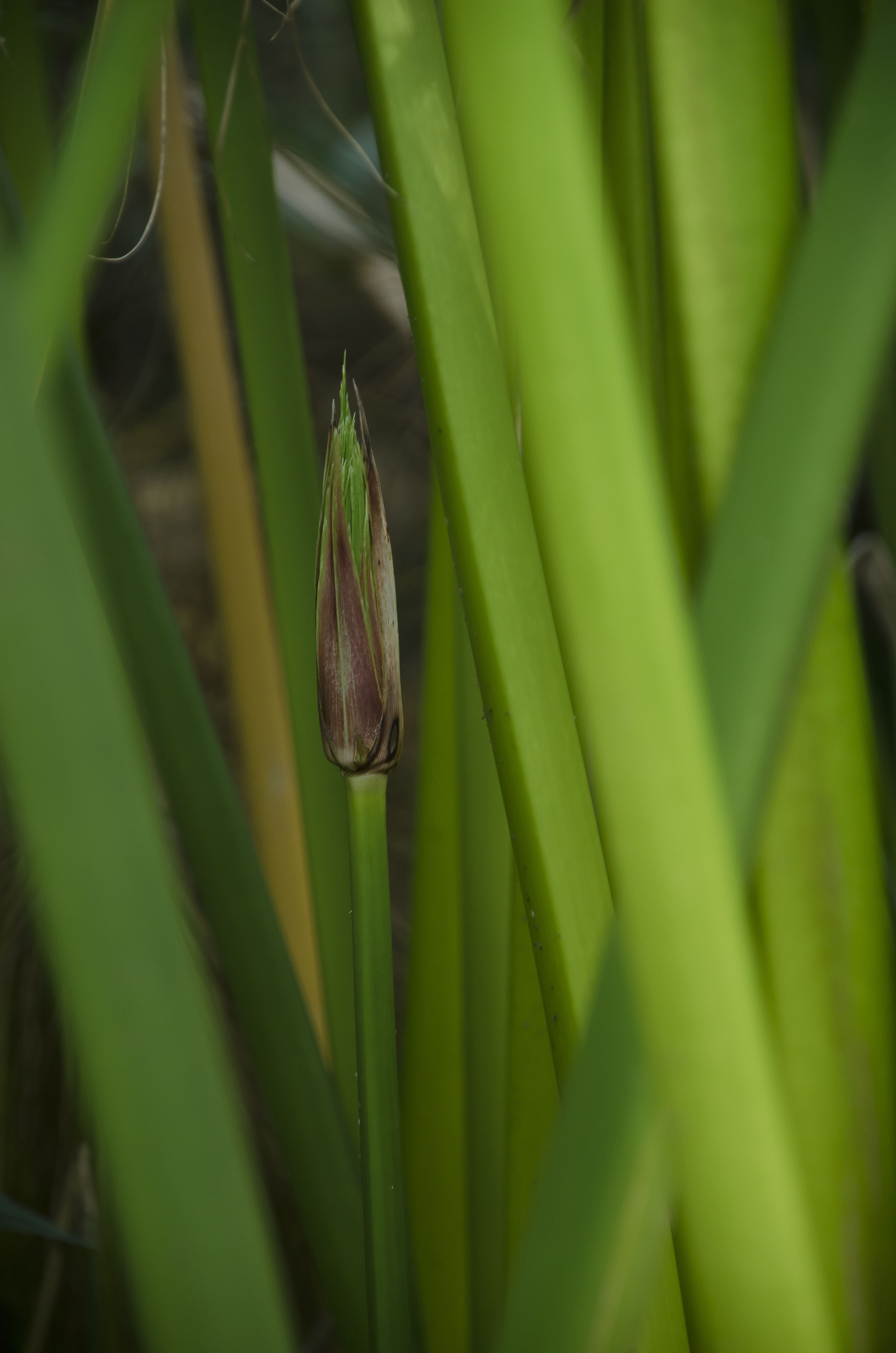
Cyperus papyrus, la tija de la qual s'usava per a crear el paper d'escriptura de l'Antiguitat

La paraula papir ens ha arribat a partir del llatí i grec, que prengueren el terme egipci antic per-peraá, que significa ‘flor del rei’. És el nom del suport de l'escriptura elaborat a partir de la tija d'una planta aquàtica anomenada Cyperus papyru, trobada en el curs del Nil a Egipte i en altres llocs de la conca mediterrània.
Per a elaborar un papir calia deixar la tija de la planta en remull durant una o dues setmanes. Després es tallava en tires fines que es premsaven amb un corró per a eliminar-ne líquids. Finalment es tornava a premsar en làmines perquè la saba funcionés com a adhesiu i se les fregava amb una petxina o un tros de vori durant uns dies.

## Herculà

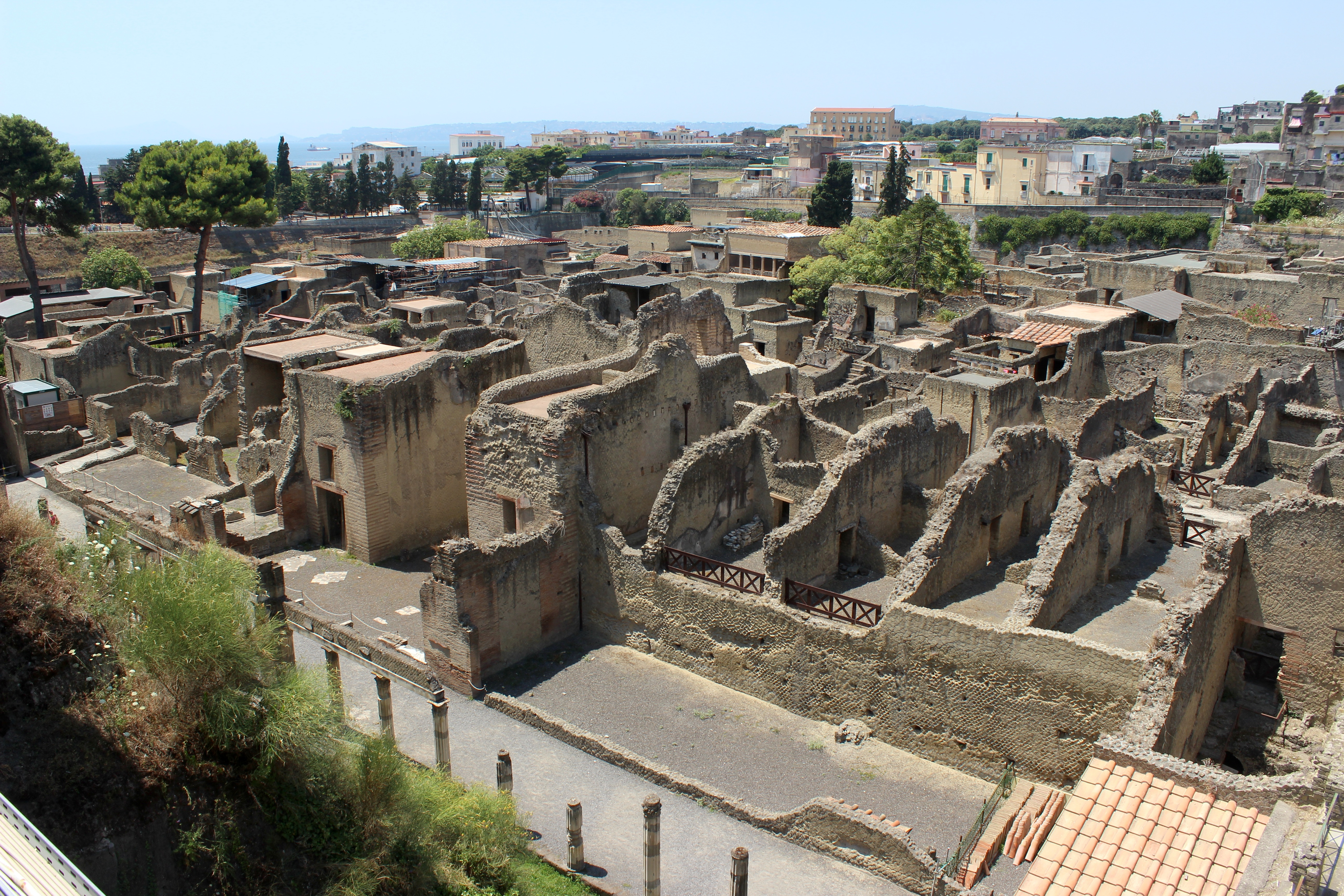
Herculà

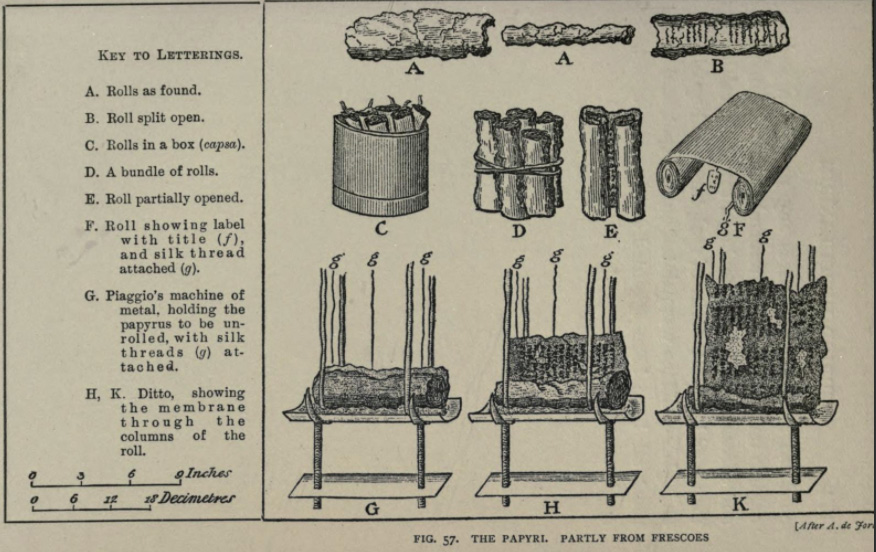
Màquina per a desplegar papirs

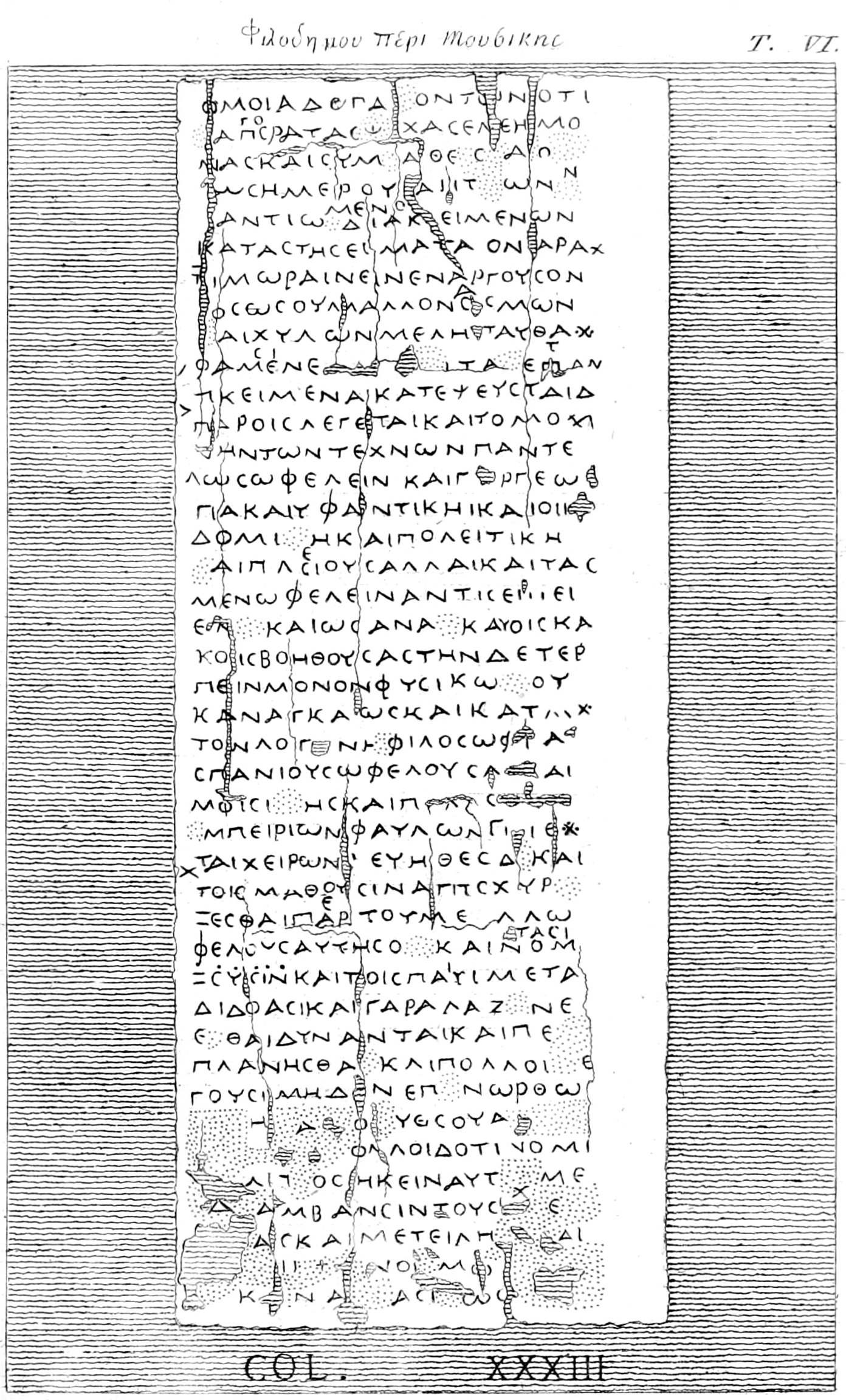

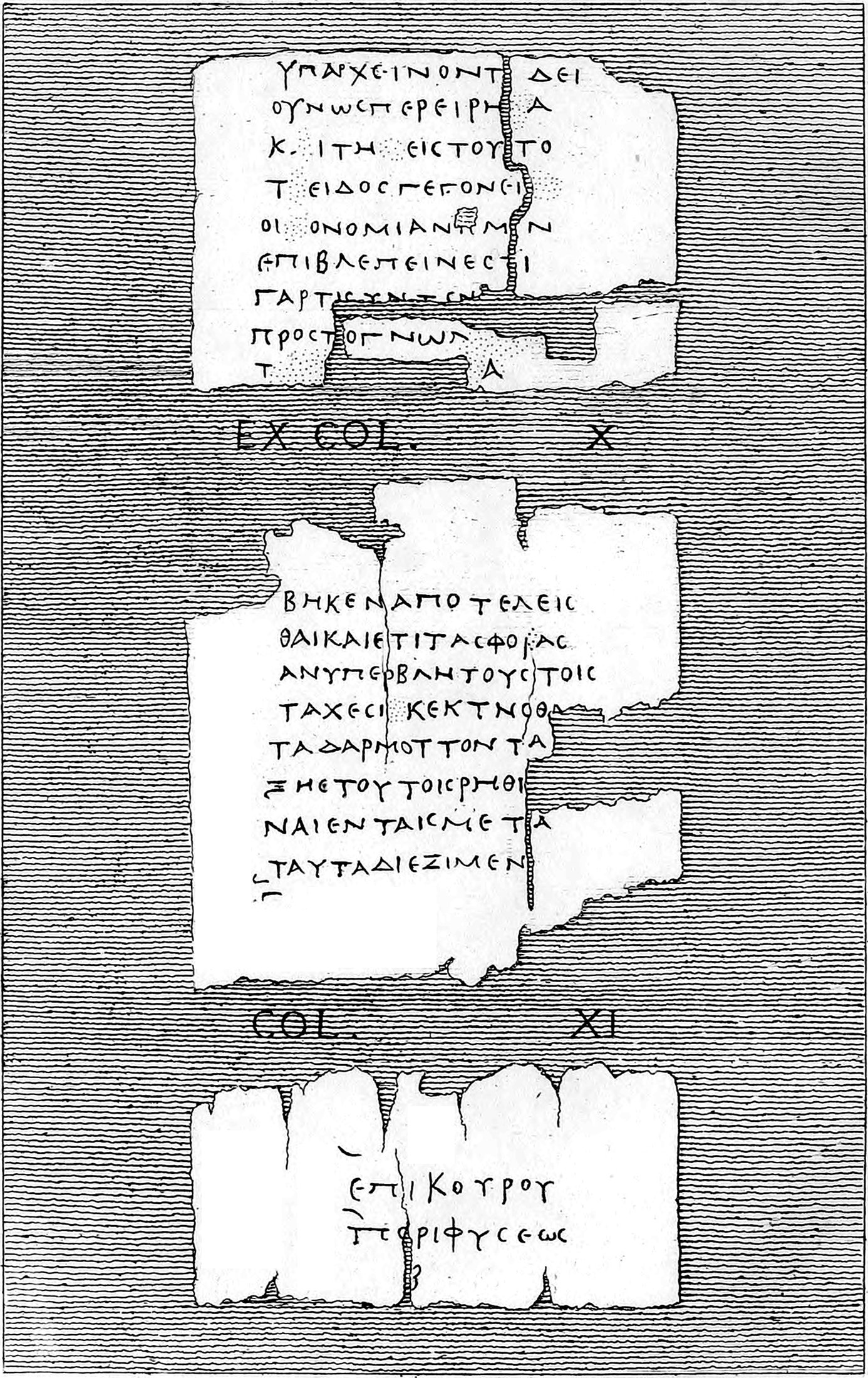

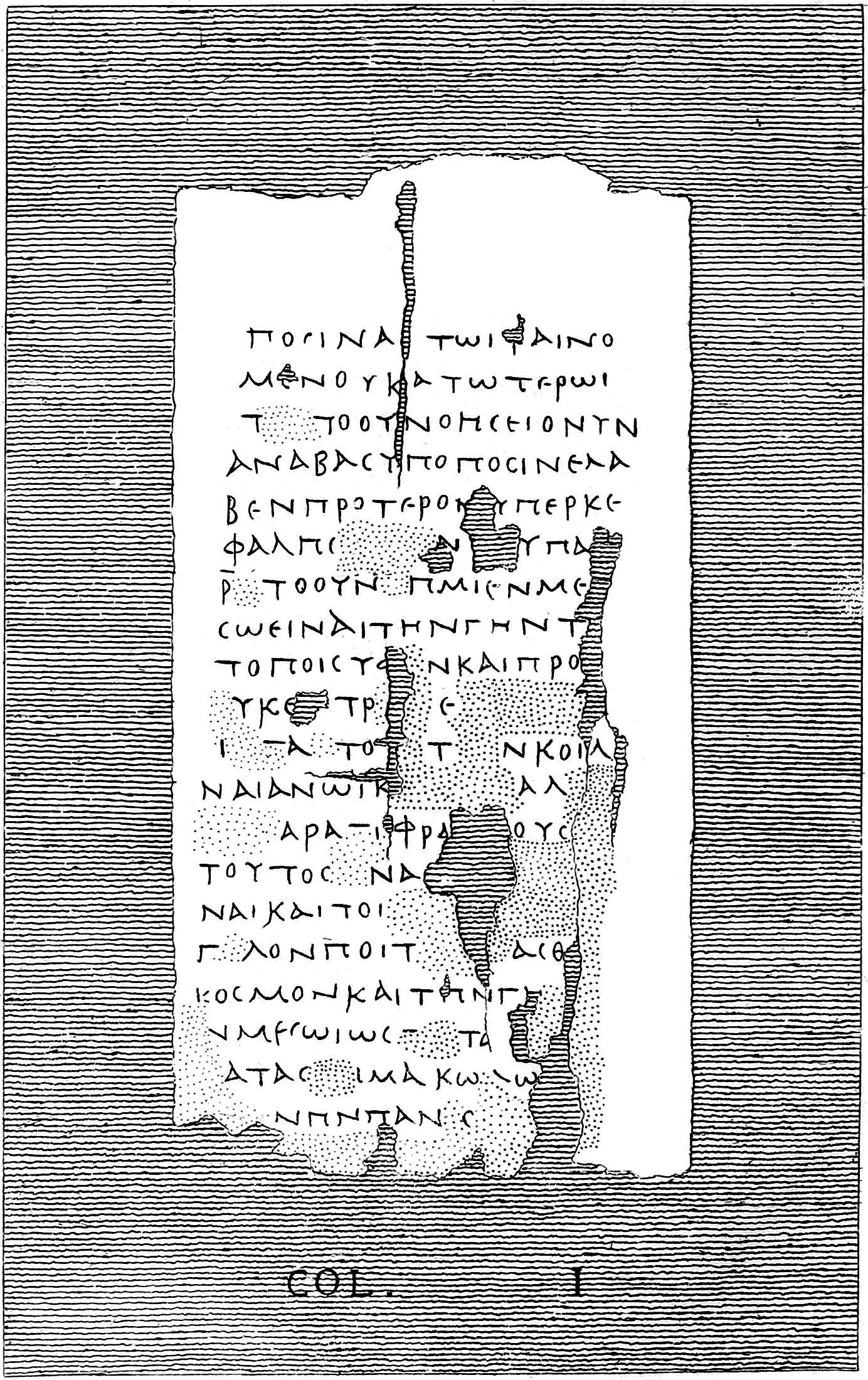

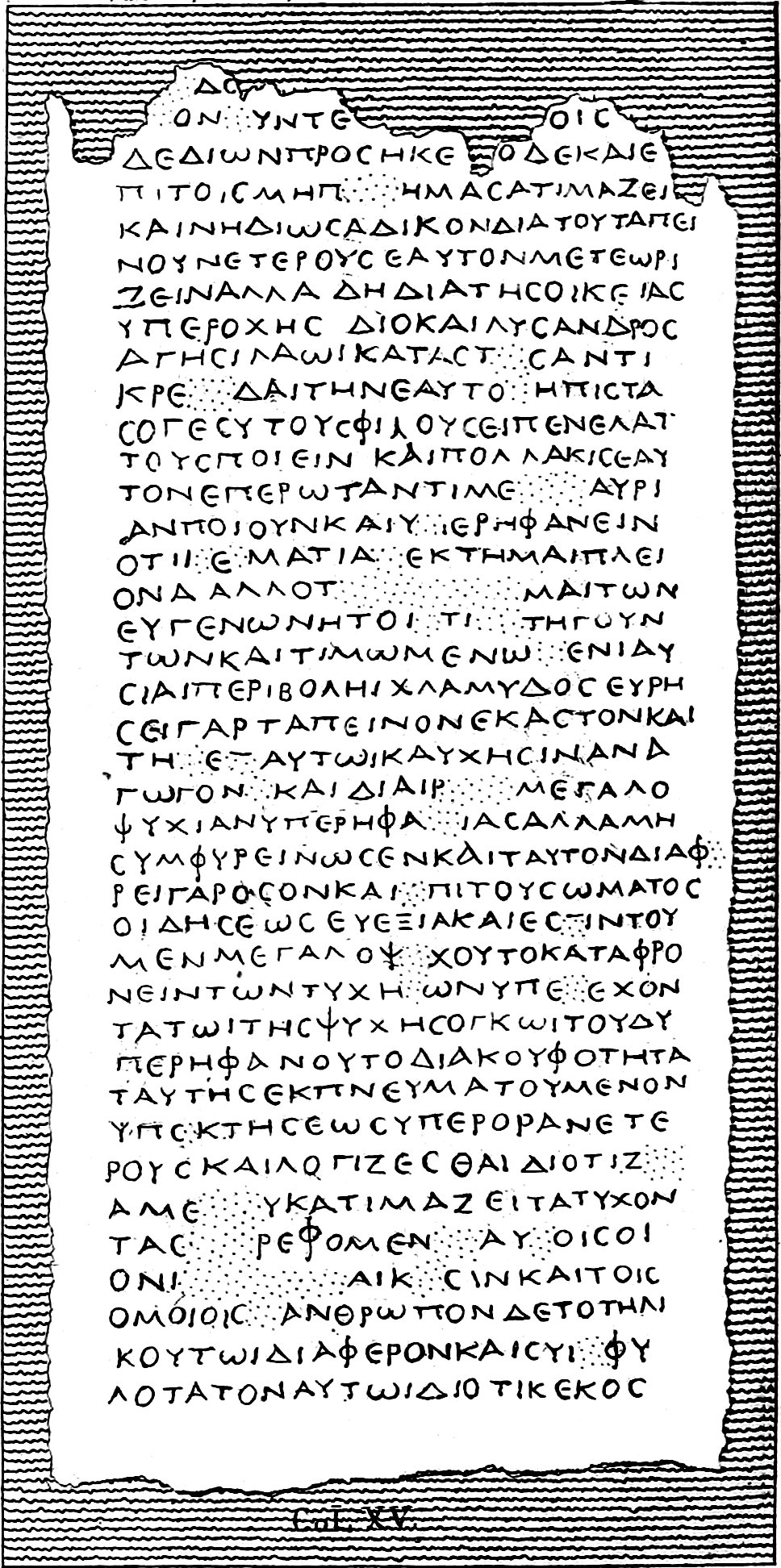

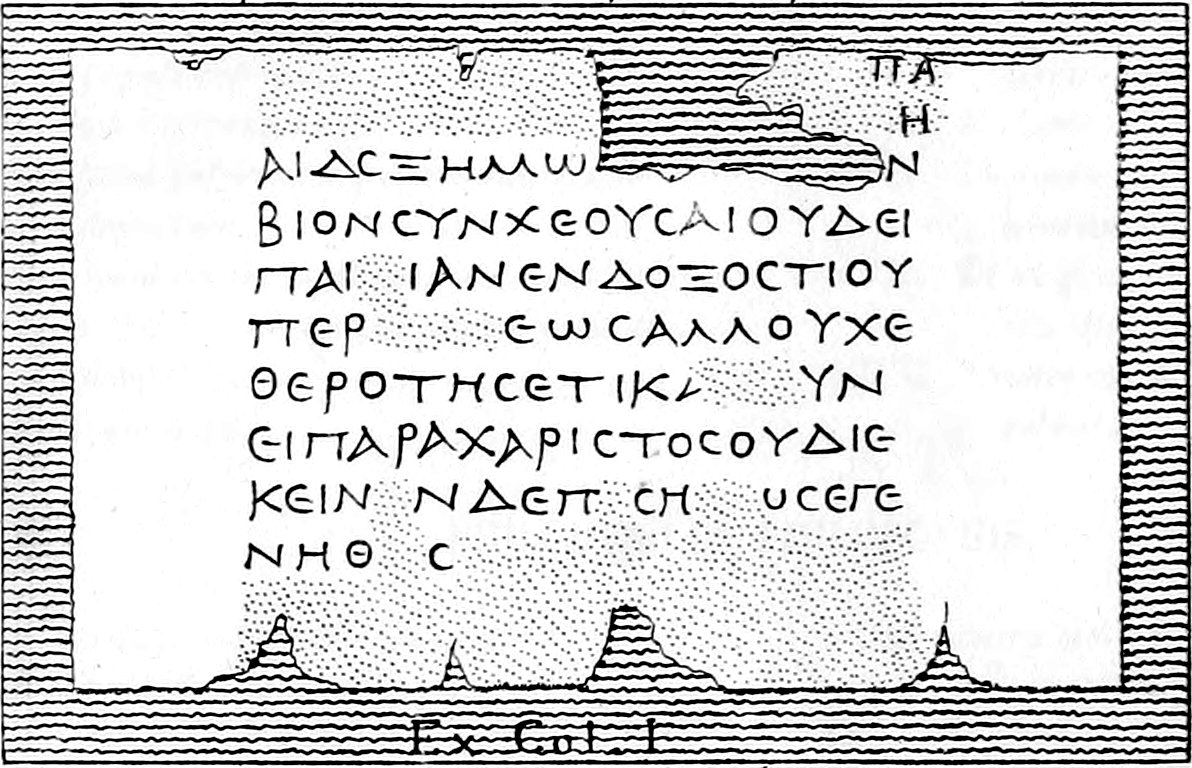

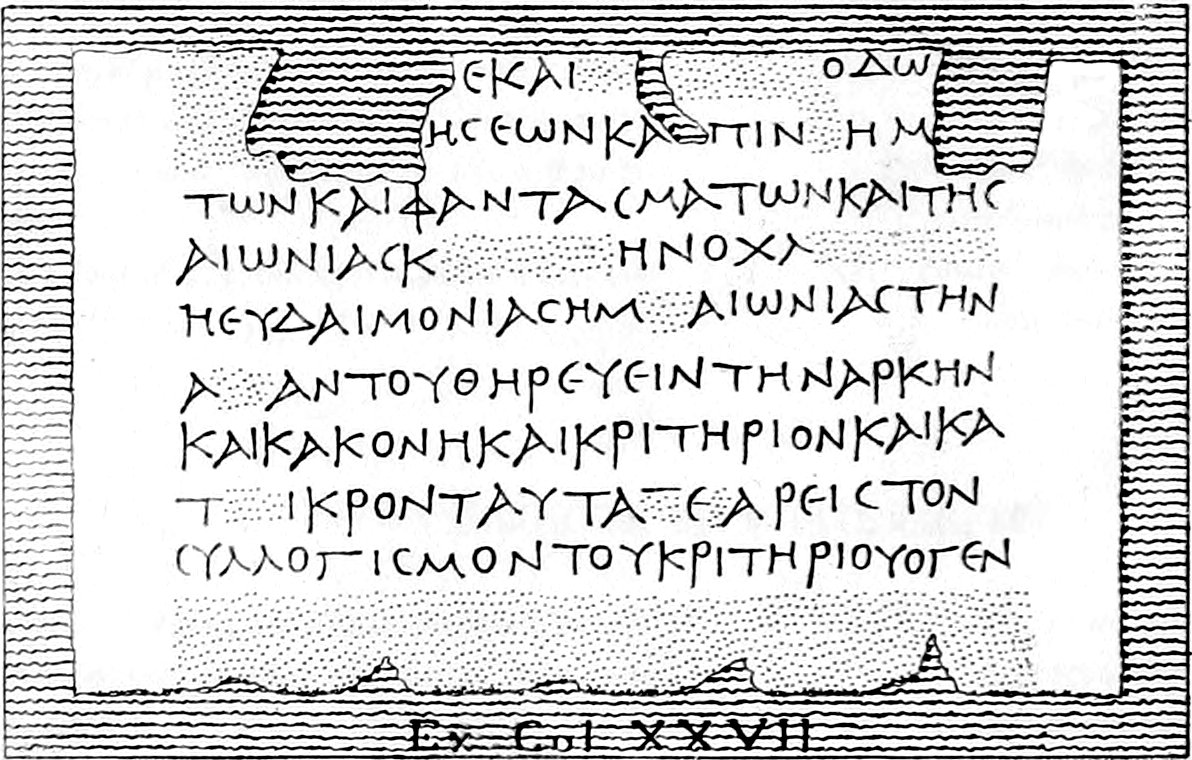

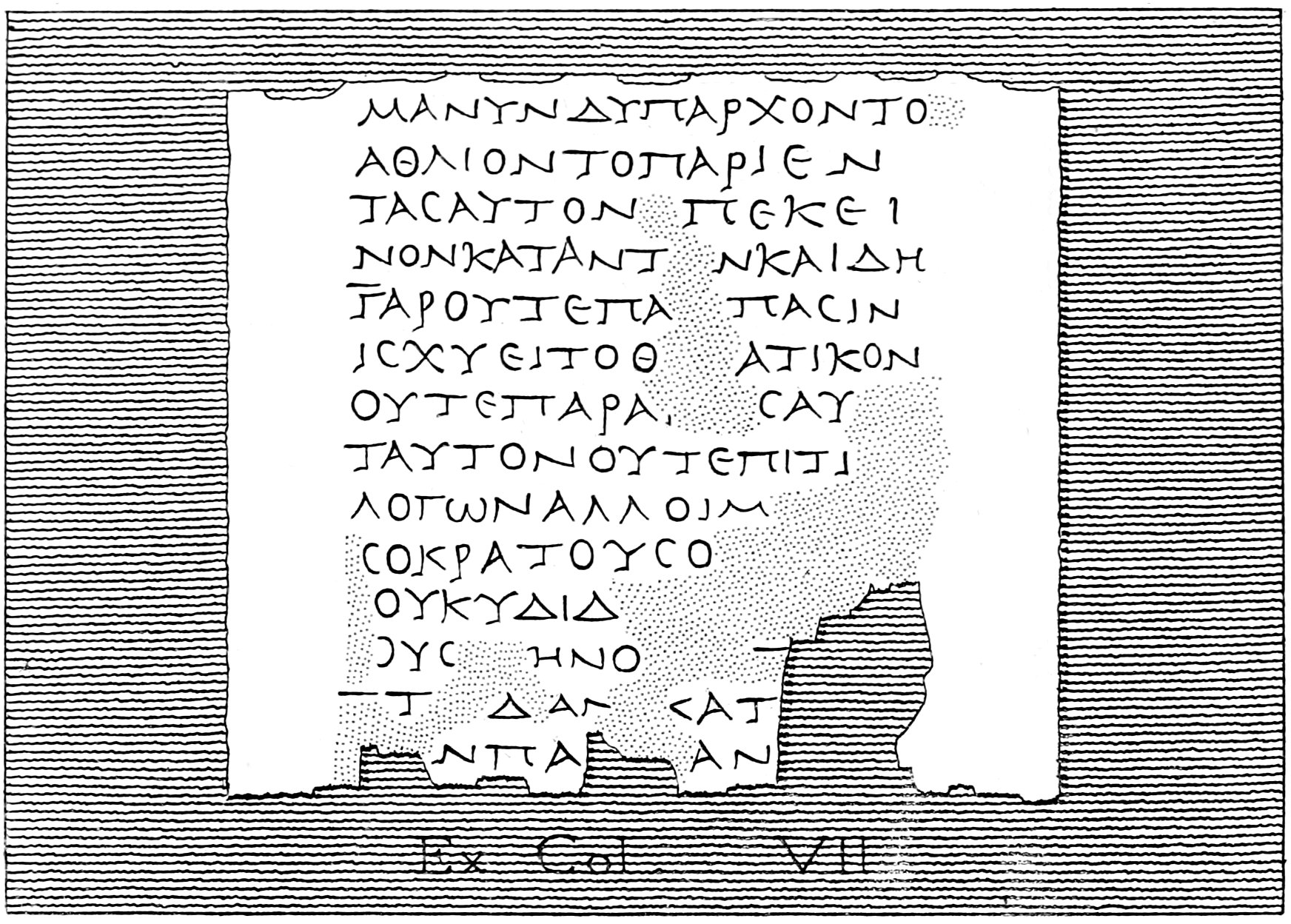

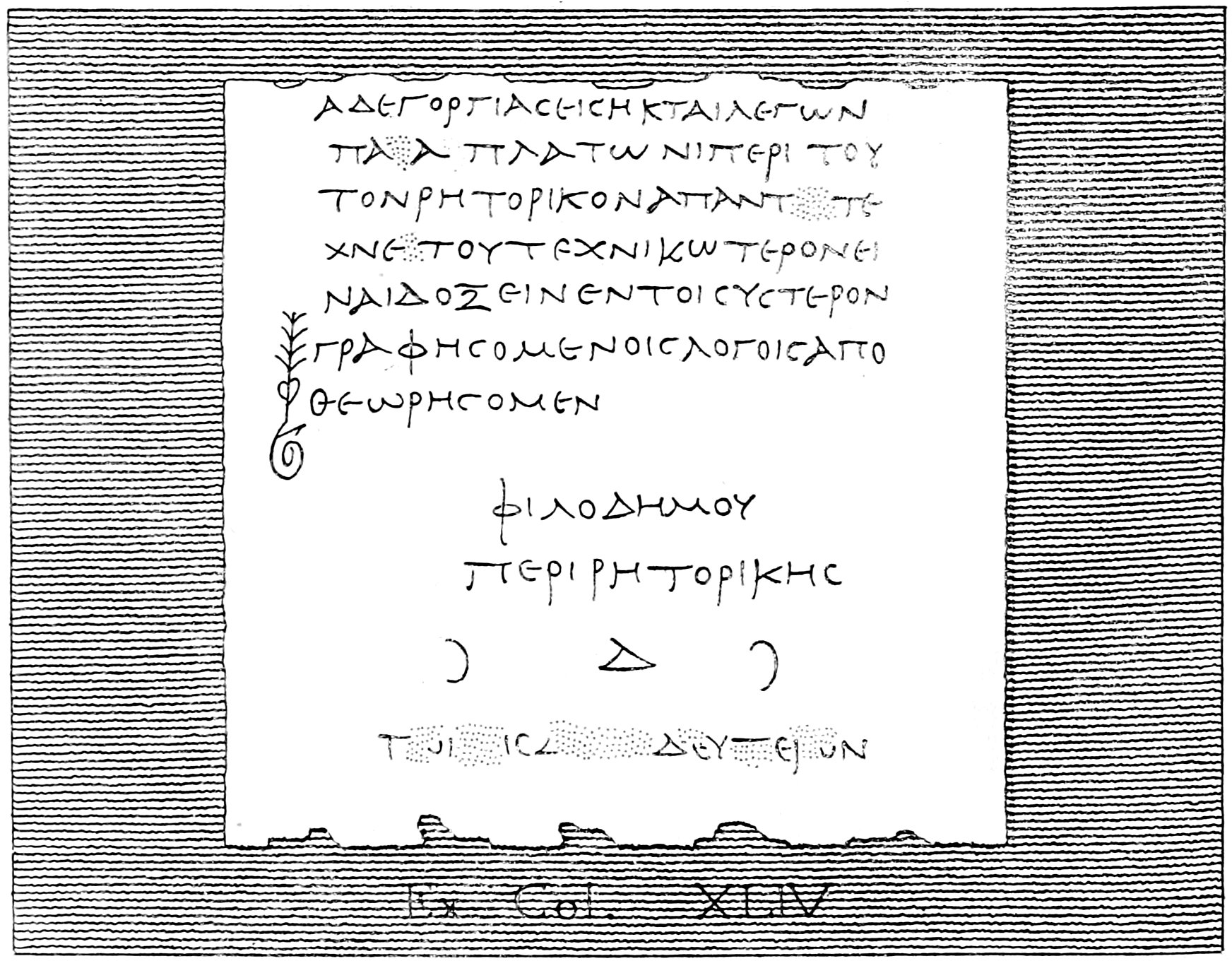

Herculà és una antiga ciutat romana situada a 9 km al sud-oest de l'actual ciutat de Nàpols, a 13 km al sud-est del Vesuvi i a 14 km a l'oest de Pompeia.
Segons la mitologia, el nom Herculà (Herculaneum, en llatí) es deu al fet que el seu fundador hauria sigut l'heroi mític Hèrcules (Hercules en llatí).
Va ser sepultada i destruïda el 24 d'agost de l'any 79, sota l'erupció de pedres i lava del Vesuvi. Quan va finalitzar l'expulsió, la ciutat era coberta per 30 metres de cendra.

## Conservació i descobriment
La mítica ciutat d'Herculà estigué abandonada i soterrada molts anys a conseqüència de les gruixudes capes de llot que la cobrien. Fou descoberta per sorpresa l'any 1713 pel treball d'uns miners, que tot fent un pou albiraren una cova amb estàtues i objectes de marbre.
Les primeres grans excavacions hi començaren l'any 1738, per mandat del rei Carles III, però no fou sinó fins al 1750-1765 que s'hi feren les primeres excavacions per túnels subterranis a càrrec de l'enginyer Karl Jacok Weber, que pogué descobrir una biblioteca amb uns 2.000 papirs carbonitzats: es creu que pertanyia al sogre de Juli Cèsar, Luci Calpurni Pisó Cesoní, del segle i abans de la nostra era.

## Papirs herculans
Els papirs van quedar sepultats per l'erupció del Vesuvi l'any 79, i els va danyar. S'hi han trobat 1.785 rotlles de papir carbonitzats.
Sembla que una descàrrega de gas sorgí del volcà a 320°C i va carbonitzar els papirs, abans que Herculà quedàs soterrada, amb lava, cendra i fang. La majoria d'aquests papirs hui es guarden a l'Oficina del Papir a la Biblioteca Nacional de Nàpols.
Per a intentar llegir aquests papirs en l'actualitat un equip d'investigadors europeus, encapçalats per Vito Mocella, empraren una tècnica anomenada sincrotró o tomografia de fase de contrast de raigs x, que provoca raigs amb una intensitat 100.000 vegades major que la que s'utilitza en centres de salut, i això permet llegir els papirs sense haver de separar els fulls i no haver-los de danyar. Les conclusions d'aquest estudi es publicaren en la revista Nature Communication.
Es va descobrir que molts d'aquests papirs contenen una gran quantitat de plom i que estaven escrits amb tinta metàl·lica, per la qual cosa els investigadors pensen que ja en el segle i abans de la nostra era els romans havien introduït aquesta tinta a Herculà, i així es va derrocar la idea que s'escrivia amb carbó. Aquesta delicada col·lecció de papirs conté sobretot textos filosòfics epicuris que descriuen com assolir una vida plena amb la cerca intel·ligent de plaers, les amistats i l'absència de torbació. La majoria d'aquests papirs estan escrits en grec.